# Miradouro da Virgem Peregrina
O  Miradouro da Virgem Peregrina  localiza-se na freguesia dos Biscoitos, concelho da Praia da Vitória, ilha Terceira, Região Autónoma dos Açores, em Portugal.
Situa-se sobre antigos escorrimentos lavicos aproveitados para quartéis de vinha, com destaque para a cepa do verdelho que já era cultivada em 1649.
Este miradouro oferece assim uma panorâmica sobre toda uma vasta extensão de terrenos cultivados de vinhedos, que constituem a única zona da ilha que apresenta região demarcada.